# Ethnonationalismus
Ethnonationalismus ist eine Strömung des Nationalismus, die durch das Verlangen von Angehörigen einer ethnischen Gruppe nach absoluter Souveränität über ihre politischen, sozialen und wirtschaftlichen Angelegenheiten gekennzeichnet ist. Ethnonationalismus bezeichnet damit das Streben einer sich selbst als Nation auffassenden Ethnie nach Staatlichkeit.
Häufig beschränkt sich die Verwendung des Begriffs auf staatenlose ethnonationalistische Bewegungen. Diese stützen sich auf die Wahrnehmung von Angehörigen der Ethnie, ihre Gruppeninteressen würden in der gegenwärtigen politischen Situation nicht vertreten.
In seiner weiter gefassten Bedeutung, die allgemein auf die Kongruenz von Nation und Staat abhebt und auch den Bezug auf bereits existierende Nationalstaaten einschließt, wird der Begriff synonym mit Nationalismus verwendet.